# Markus Söder
Markus Thomas Theodor Söder (Neurenberg, 5 januari 1967) is een Duitse politicus en sinds 2018 minister-president van de Duitse deelstaat Beieren. Söder is lid van de Christlich-Soziale Union (CSU), waarvan hij sinds 2019 tevens de partijleider is.

## Biografie
Markus Söder werd in 1967 geboren in Neurenberg en groeide daar ook op. Na het behalen van zijn Abitur in 1986 diende hij een jaar in militaire dienst, waarna hij (met een studiebeurs van de Konrad Adenauer Stichting) rechten ging studeren aan de Friedrich-Alexander-Universität Erlangen-Nürnberg. In 1991 slaagde hij daar voor zijn eerste staatsexamen. Aansluitend was Söder aan dezelfde universiteit verbonden als wetenschappelijk onderzoeker in staatsrecht, bestuursrecht en kerkelijk recht. Hij promoveerde in 1998. Tussen 1992 en 1994 was hij werkzaam bij de Bayerischer Rundfunk, aanvankelijk als stagiair en daarna als redacteur.

### Politieke loopbaan
Op 16-jarige leeftijd sloot Söder zich aan bij de Junge Union, de jongerenorganisatie van de christendemocratische CSU. Tussen 1995 en 2003 was hij voorzitter van de Beierse afdeling van de Junge Union en van 2003 tot 2007 was hij secretaris-generaal van de CSU onder het partijleiderschap van Edmund Stoiber.
Sinds 1994 is Söder lid van de Beierse Landdag, het deelstaatparlement in de hoofdstad München. Hij veroverde er bij de deelstaatverkiezingen van 1994 voor het eerst een zetel en werd daarna nog zesmaal herkozen. Als parlementslid vertegenwoordigde hij tot 2018 het kiesdistrict Neurenberg-West en nadien het kiesdistrict Neurenberg-Oost.

#### Minister in de Beierse regering
Door toenmalig minister-president Günther Beckstein werd Söder in oktober 2007 benoemd tot minister van Federale en Europese Zaken in de Beierse regering. Dit ambt viel officieel onder de Bayerische Staatskanzlei. Toen in oktober 2008 een nieuw kabinet aantrad onder leiding van Horst Seehofer, verruilde Söder zijn ministerschap voor dat van Gezondheid en Milieu. Drie jaar later, in november 2011, volgde hij de voortijdig opgestapte minister van Financiën Georg Fahrenschon op. Ook in het kabinet-Seehofer II, dat tussen 2013 en 2018 regeerde, bleef Söder minister van Financiën en was hij daarnaast verantwoordelijk voor Regionale Ontwikkeling en Binnenlandse Zaken.

#### Minister-president van Beieren
Toen minister-president Seehofer in maart 2018 terugtrad om minister te worden in de bondsregering (Merkel IV), werd Söder naar voren geschoven als zijn opvolger. Een meerderheid van de Landdag stemde in met zijn benoeming en op 16 maart 2018 trad hij aan als minister-president van Beieren. Zijn eerste kabinet bestond enkel uit CSU-ministers, dankzij de absolute meerderheid die de partij bij de verkiezingen van 2013 had behaald. Ten opzichte van het voorgaande kabinet-Seehofer II voerde Söder in de ministersploeg de nodige wijzigingen door; zelf werd hij als minister van Financiën opgevolgd door Albert Füracker.
Kort na zijn aantreden als minister-president verstrengde Söder het migratiebeleid en werden langs de Oostenrijkse grens wegversperringen opgericht om illegale migranten tegen te houden. Ook voerde Söder de Kreuzpflicht in, waarbij voortaan in elk overheidsgebouw zichtbaar een christelijk kruis moest hangen. Hij verklaarde het kruis te zien als een cultureel symbool van Beieren. Deze maatregel kreeg veel kritiek, ook van christelijke organisaties.
In oktober 2018 vonden in Beieren nieuwe verkiezingen plaats en Söder trad hierbij voor het eerst aan als Spitzenkandidat. Onder zijn leiding behaalde de CSU 37,2% van de stemmen, het slechtste resultaat voor de partij sinds 1950. Hoewel de CSU haar status als grootste partij ruim behield, ging haar absolute meerderheid verloren. Söder moest op zoek naar een coalitiepartner en vormde hierop een kabinet met de Freie Wähler (FW), die met 11,6% als derde partij uit de bus waren gekomen en tot dan toe nog nooit deel hadden uitgemaakt van een deelstaatregering. Het kabinet-Söder II trad aan op 6 november 2018. FW-leider Hubert Aiwanger volgde Ilse Aigner (CSU) op als viceminister-president.
Op de partijdag van de CSU in januari 2019 werd Söder met 87% van de stemmen gekozen als partijvoorzitter. Daarmee nam hij, tien maanden nadat hij Horst Seehofer afloste als minister-president, ook deze functie van hem over. Söder werd herkozen in 2021 en 2023.
Tijdens de coronacrisis was Söder in april 2020 de eerste van de Duitse ministers-presidenten die een lockdown invoerde in zijn deelstaat. Zijn daadkracht tijdens de pandemie werd in Beieren bijzonder gewaardeerd: volgens een peiling steunde 94 procent van de inwoners zijn coronabeleid. Niet eerder werd aan een Duitse politicus zo'n hoge populariteit toegekend.
In 2023 raakte Söder verwikkeld in een lastig parket toen bleek dat zijn viceminister-president Hubert Aiwanger in zijn schooltijd antisemitische pamfletten had verspreid. Het schandaal werd breed uitgemeten in de media, ook landelijk. Aan de vele oproepen om Aiwanger te ontslaan, gaf Söder echter geen gehoor.
Bij de Landdagverkiezingen van 2023 bleef de CSU onder Söders leiderschap vrijwel stabiel (37%). De regeringscoalitie met de Freie Wähler werd daarop voortgezet in het kabinet-Söder III, dat aantrad op 31 oktober 2023.

#### Mogelijke kanselierskandidaat
Vanwege zijn (ook landelijke) populariteit werd Söder gezien als een mogelijke opvolger van bondskanselier Angela Merkel, toen duidelijk werd dat zij zich in 2021 niet meer verkiesbaar zou stellen. In de aanloop naar de Bondsdagverkiezingen van dat jaar ontstond binnen de Union (waar de CSU samen met de CDU op federaal niveau toe behoort) discussie over wie kanselierskandidaat moest worden: CSU-leider Söder of CDU-leider Armin Laschet. Hoewel uit peilingen bleek dat Söder onder de Duitse kiezers populairder was, werd de tweestrijd uiteindelijk beslist in het voordeel van Laschet.
Ook in aanloop naar de vervroegde Bondsdagverkiezingen van 2025 werd Söder binnen de Union genoemd als een mogelijke kanselierskandidaat. Hij besloot zijn ambities voor deze positie echter in te trekken ten gunste van CDU-leider Friedrich Merz.

### Persoonlijk

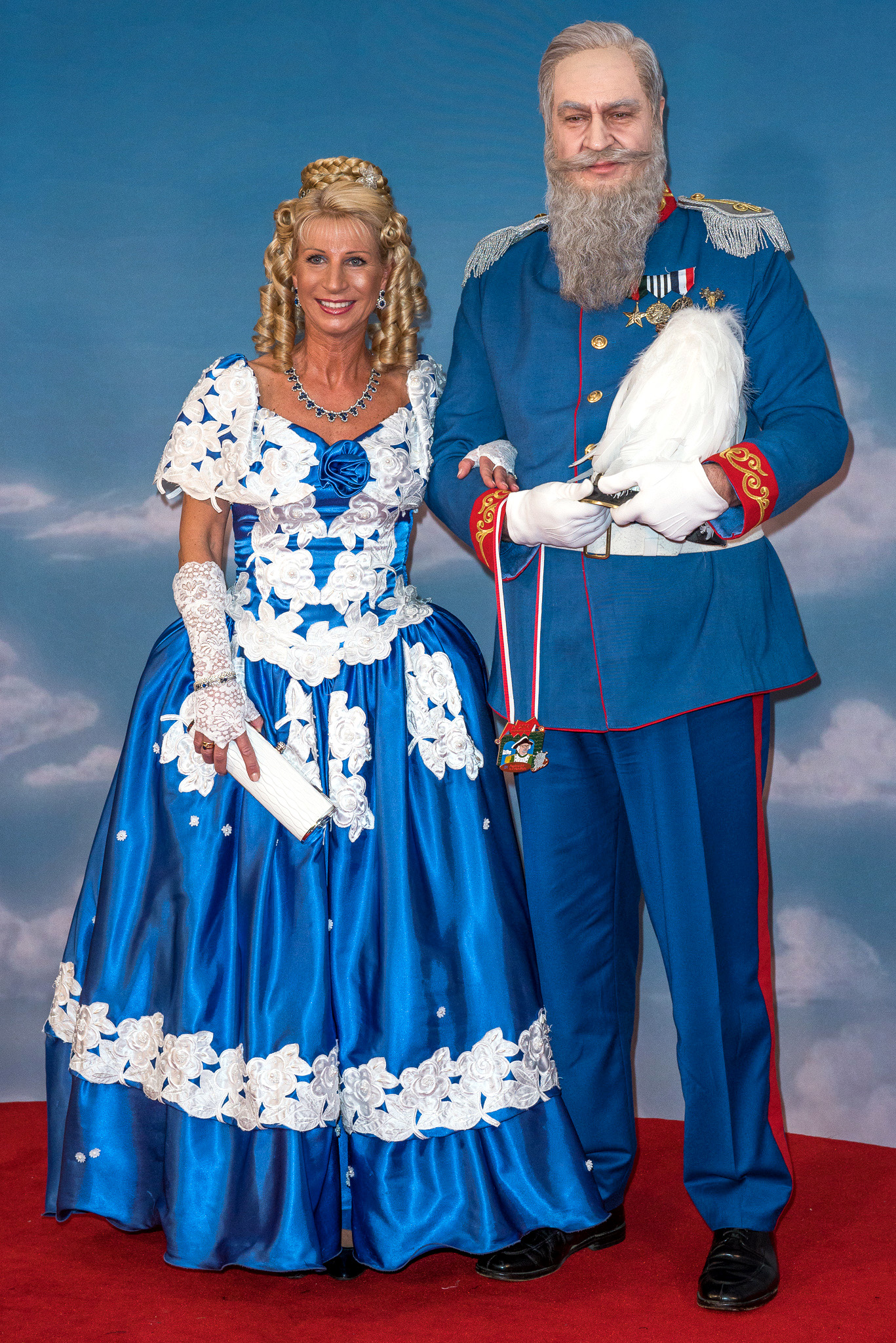
Söder met zijn echtgenote Karin tijdens carnaval 2018; Söder is gekleed als Luitpold van Beieren en draagt het uniform van een generaal van het Koninkrijk Beieren.

Markus Söder trad in 1999 in het huwelijk met Karin Baumüller en kreeg met haar drie kinderen. Ook heeft hij nog een kind uit een eerdere relatie. Söder is lid van de Evangelisch-Lutherse Kerk en maakte tot april 2018 deel uit van de synode van die kerk in Beieren.
Tijdens de viering van carnaval heeft Söder zich meermaals in een opvallende outfit gehuld. Zo verscheen hij eens verkleed als Shrek, als Gandalf, als Mahatma Gandhi, als Marilyn Monroe en (samen met zijn vrouw) als Homer en Marge Simpson.